# إينار سيلفيك
إينار سيلفيك (مواليد 18 نوفمبر 1979) هو موسيقي نرويجي قام بتأسيس فرقة فاردرونا في عام 2003.

## وصلات خارجية
- إينار سيلفيك على موقع IMDb (الإنجليزية)
- إينار سيلفيك على موقع ميوزك برينز (الإنجليزية)
- إينار سيلفيك على موقع ميوزك برينز (الإنجليزية)
- إينار سيلفيك على موقع أول ميوزيك (الإنجليزية)
- إينار سيلفيك على موقع أول ميوزيك (الإنجليزية)
- إينار سيلفيك على موقع أول ميوزيك (الإنجليزية)
- إينار سيلفيك على موقع ديسكوغز (الإنجليزية)
- إينار سيلفيك على موقع ديسكوغز (الإنجليزية)